# Вааркалі (Вастселійна)
Вааркалі (ест. Vaarkali) — село в Естонії, входить до складу волості Вастселійна, повіту Вирумаа.